# Annie Lennox
Ann Lennox (OBE, sinh ngày 25 tháng 12 năm 1954) là một nữ ca sĩ, nhà hoạt động chính trị và xã hội người Scotland. Với tổng cộng tám giải Brit, trong đó có sáu giải Best British Female Artist (Nữ nghệ sĩ Anh Quốc xuất sắc nhất), Lennox được công chúng gọi là "Brits Champion of Champions" (Nhà vô địch của những nhà vô địch nước Anh).

## Danh sách album

### Album phòng thu
- Diva (1992)
- Medusa (1995)
- Bare (2003)
- Songs of Mass Destruction (2007)
- A Christmas Cornucopia (2010)
- Nostalgia (2014)